# ستانلي ماندلستام
ستانلي ماندلستام (بالإنجليزية: Stanley Mandelstam)‏‏ (12 ديسمبر 1928 - 23 يونيو 2016) هو عالم فيزياء نظرية أمريكي.
قدم متغيرات ماندلستام بطريقة نسبوية في فيزياء الجسيمات في عام 1958 باعتباره نظام متناسق مناسب لصياغة معادلة التشتت المزدوجة.

## التعليم
- جامعة ويتواترسراند
- كلية الثالوث (كامبريدج)
- جامعة برمنغهام

## العمل
- بروفيسور في الفيزياء الحسابية, جامعة ويتواترسراند جنوب أفريقيا سنة 1960-1963.
- بروفيسور مساعد جامعة باريس الجنوبية سنة 1979-1980 وكذلك 1984-1985.
- بروفيسور في الفيزياء جامعة كاليفورنيا (بركلي)

## الجوائز والتكريم
- جائزة داني هينمان للفيزياء الرياضية (1992).[4]